# Survivor Series 2009
Survivor Series 2009 was een pay-per-viewevenement in het professioneel worstelen dat geproduceerd werd door de World Wrestling Entertainment. Dit evenement was de 23ste editie van Survivor Series en vond plaats in het Verizon Center in Washington D.C. op 22 november 2009.

## Wedstrijden
| Nr.                                                                          | Match | Winnaar(s)         |
| ---------------------------------------------------------------------------- | --- | ------------------ |
| -                                                                            | Santino Marella vs. Chavo Guerrero in een een-op-eenmatch | Santino Marella    |
| 1                                                                            | Team Morrison (John Morrison, Matt Hardy, Evan Bourne, Shelton Benjamin & Finlay) vs. Team Miz (The Miz, Drew McIntyre, Sheamus, Dolph Ziggler & Jack Swagger) in een 5-op-5 Survivor Series Elimination match           | Team Miz           |
| 2                                                                            | Batista vs. Rey Mysterio in een een-op-eenmatch | Batista            |
| 3                                                                            | Team Kingston (Kofi Kingston, Montel Vontavious Porter, Mark Henry, R-Truth & Christian) vs. Team Orton (Randy Orton, Cody Rhodes, Ted DiBiase, CM Punk & William Regal) in een 5-op-5 Survivor Series Elimination match | Team Kingston      |
| 4                                                                            | Team Mickie (Mickie James, Eve Torres, Kelly Kelly, Melina & Gail Kim) vs. Team Michelle (Michelle McCool, Jillian Hall, Beth Phoenix, Layla & Alicia Fox) in een 5-op-5 Survivor Series Elimination match               | Team Mickie        |
| 5                                                                            | The Undertaker (c) vs. Chris Jericho vs. Big Show in een Triple Threat match voor het WWE World Heavyweight Championship                                                                                                 | The Undertaker (c) |
| 6                                                                            | John Cena (c) vs. Triple H vs. Shawn Michaels in een Triple Threat match voor het WWE Championship | John Cena (c)      |
| (c) huidige kampioen voor en na de match \| (nc) nieuwe kampioen na de match | |                    |